# 에토레 마요라나
에토레 마요라나(이탈리아어: Ettore Majorana, 1906년 8월 5일 ~ ?)는 이탈리아의 물리학자이다. 중성미자의 질량을 연구하였으나, 젋은 나이에 갑자기 실종되었다. 주요 업적으로는 마요라나 방정식(Majorana equation)과 마요라나 입자의 예측이 있다.

## 생애
시칠리아의 카타니아에서 태어났다. 수학에 재능을 보여 어려서부터 엔리코 페르미의 로마 라 사피엔차 대학교 소속 연구소에서 조수로서 일했다.
1923년에 로마 라 사피엔차 대학교에 입학하여 공학을 연구하였으나, 에밀리오 세그레의 권고로 1928년에 물리학으로 전공을 바꿨다. 1928년 학부생 시절에 첫 물리학 논문을 발표하였다. 이는 오늘날 토머스-페르미 모형으로 불리는데, 러웰린 토머스(영어: Llewellyn Thomas)가 거의 동시에 같은 내용의 논문을 발표했기 때문이다. 1929년에 졸업하였다.
졸업후 마요라나는 물리학 연구를 계속했으나 당시에는 대부분 주목받지 못했다. 1932년에 로런츠 군의 무한 차원 표현에 대한 논문을 저술하였고, 또한 이렌 퀴리와 프레데리크 졸리오퀴리의 실험 결과가 양성자와 비슷한 질량을 가진 중성 입자에 의한 것이라고 제안하였다. 이는 오늘날 중성자의 존재에 대한 최초의 예측으로 여겨진다. 그러나 마요라나는 (엔리코 페르미의 권고를 무시하고) 이를 출판하지 않았고, 중성자의 발견에 대한 공로는 영국의 물리학자인 제임스 채드윅에게 가게 되었다.
1933년 초에 마요라나는 이탈리아를 떠나 독일 라이프치히에서 베르너 하이젠베르크와 같이 연구를 시작하였고, 또 코펜하겐에서 닐스 보어도 만났다. 그러나 마요라나는 1933년 가을에 급성 위염으로 건강이 악화되면서 다시 이탈리아로 돌아올 수 밖에 없었다. 이후 마요라나는 4년 동안 집 밖을 거의 떠나지 않았고, 논문도 몇 편 발표하지 않았다.
1937년에 마요라나는 나폴리 대학교 이론 물리학 정교수로 임용되었다.

### 실종
1938년 3월 25일에 마요라나는 나폴리 물리학 연구소의 소장이었던 안토니오 카렐리(이탈리아어: Antonio Carrelli)에게 편지를 보냈는데, 편지에는 자신이 번복할 수 없는 결정을 내렸으며, 만약 자신이 실종될 경우 가족과 친구들에게 사과하는 내용이 담겨 있었다. 3월 27일에 마요라나는 팔레르모에서 나폴리로 가는 배에 탑승하였고, 자신의 삼촌이자 물리학자였던 퀴리노 마요라나(이탈리아어: Quirino Majorana)에게 의미심장한 내용의 편지를 보낸 뒤 실종되었다.
그런데 1997년에 베네수엘라의 한 정비공이 1955년에 자신의 정비소에서 차량 수리를 의뢰하고 함께 사진을 찍은 남자가 에토레 마요라나였다고 주장하였고, 이탈리아 경찰의 분석 결과 가능성이 높다고 판단되었다. 특히 그에 대해 상당히 정확하게 묘사하는 증인들이 나오면서 이탈리아 당국은 그가 베네수엘라로 떠나 살았을 것이라는 설에 무게를 두고 2015년 수사를 종결했다. 그러나 이를 반박하는 의견도 많으며, 여러 정황상 증거와 실종 전 몇년 간 그가 보인 심한 우울 증세를 근거로 스스로 목숨을 끊었을 것이라는 추측도 유력하다. 에밀리오 세그레 등 동료 학자들 또한 이 설을 지지하였다.

## 같이 보기
- 마요라나 페르미온
- 마요론

## 참고 문헌
- Esposito, S. (2008). “Ettore Majorana and his heritage seventy years later”. 《Annalen der Physik》 (영어) 17 (5): 302–18. arXiv:0803.3602. Bibcode:2008AnP...520..302E. doi:10.1002/andp.200810296.
- Esposito, Salvatore; E. Recami, Alwyn Merwe (2009). 《Ettore Majorana: Unpublished Research Notes on Theoretical Physics》. Fundamental Theories of Physics (영어) 159. Springer. ISBN 978-1-4020-9113-1.